# Bravo-Jahrescharts 1971
Danyel Gérard mit schwarzem Schlapphut, Vollbart und rauchiger Stimme sang den größten deutschsprachigen Hit des Jahres. Die Beatmusik der 1960er Jahre wurde vom Glam Rock abgelöst. Wichtigste Vertreter wurden Marc Bolan als Sänger von T. Rex und die Band The Sweet, die ihre ersten großen Erfolge feierten und bis heute Kultstatus genießen. The Beatles gab es nicht mehr und alles wartete auf Soloerfolge der beiden Genies John Lennon und Paul McCartney. Der jüngste der „Fab Four“ George Harrison überraschte dann jedoch die Musikwelt mit My Sweet Lord und dem ersten Welthit eines Ex-Beatles. Später folgten Paul McCartney mit Another Day, John Lennon mit Power to the People und Ringo Starr mit It Don't Come Easy.

## Bravo-Jahrescharts 1971
1. Butterfly – Danyel Gérard – 449 Punkte
2. Hot Love – T. Rex – 448 Punkte
3. Co-Co – The Sweet – 390 Punkte
4. Ich bin verliebt in die Liebe – Chris Roberts – 373 Punkte
5. My Sweet Lord – George Harrison – 366 Punkte
6. Hey Tonight – Creedence Clearwater Revival – 348 Punkte
7. I Am… I Said – Neil Diamond – 344 Punkte
8. Get It On – T. Rex – 312 Punkte
9. Chirpy Chirpy Cheep Cheep – Middle of the Road – 270 Punkte
10. (I Never Promised You A) Rose Garden – Lynn Anderson – 264 Punkte

## Bravo-Otto-Wahl 1971

### Beat-Gruppen
1. Goldener Otto: Creedence Clearwater Revival
2. Silberner Otto: The Bee Gees
3. Bronzener Otto: Deep Purple

### Sänger
1. Goldener Otto: Chris Roberts
2. Silberner Otto: Roy Black
3. Bronzener Otto: Peter Alexander

### Sängerinnen
1. Goldener Otto: Manuela
2. Silberner Otto: Daliah Lavi
3. Bronzener Otto: France Gall